# Acanthops godmani
Acanthops godmani es una especie de mantis de la familia Acanthopidae.

## Distribución geográfica
Se encuentra en Belice, Costa Rica y Guatemala.